# Torymus longior
Torymus longior är en stekelart som beskrevs av Brodie 1894. Torymus longior ingår i släktet Torymus och familjen gallglanssteklar. Inga underarter finns listade i Catalogue of Life.